# Josep Pujol i Codina

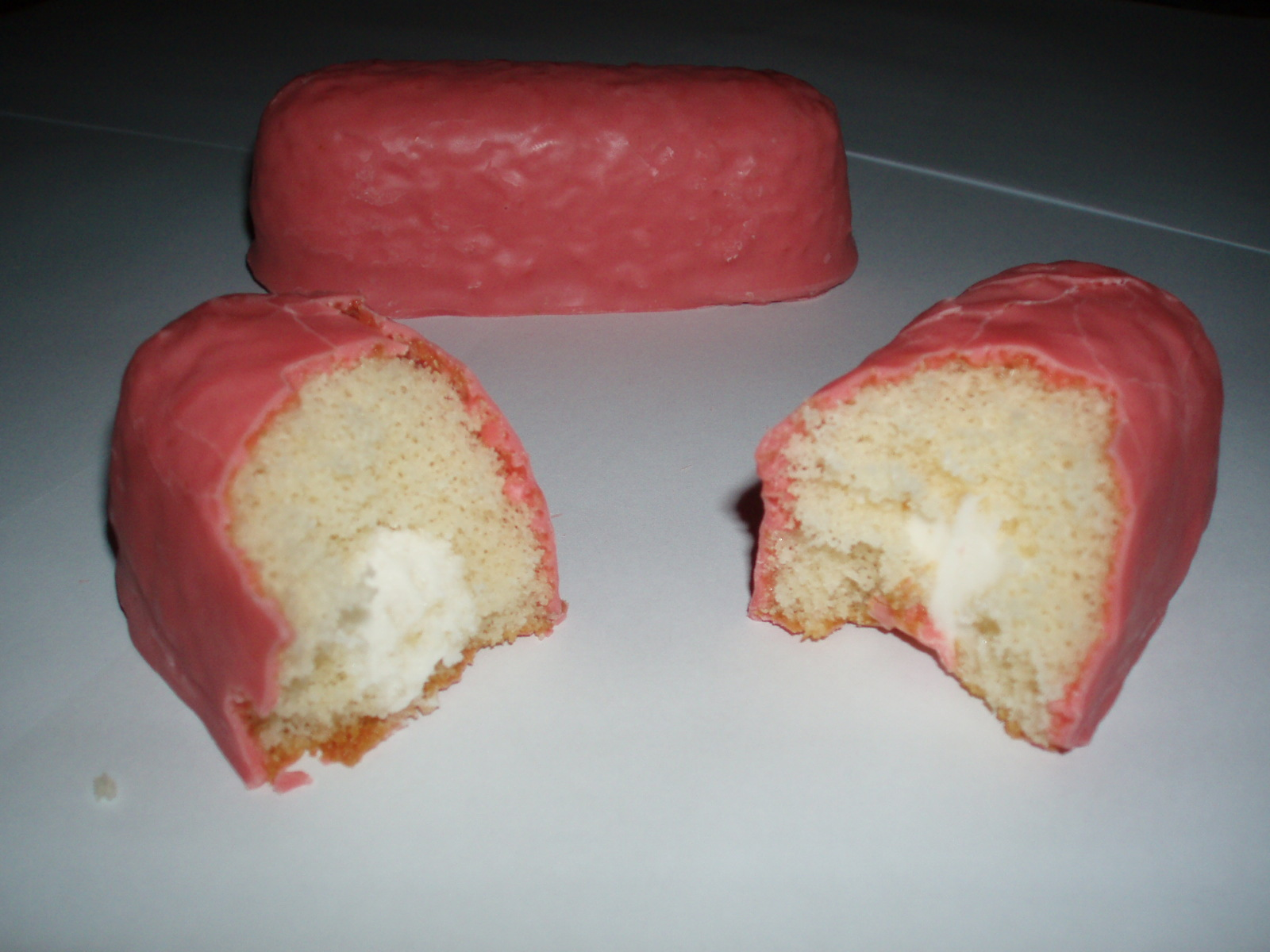
El pastisset Pantera Rosa

Josep Pujol i Codina (1932, Sant Vicenç de Castellet, 15 de novembre del 2019, Castellar del Vallès) fou un químic català, creador del pastisset Pantera Rosa.
El pastisset Pantera Rosa fou creat per Josep Pujol l'any 1973 mentre treballava a la fàbrica BIMBO de Granollers. En una entrevista a RAC1 de l'any 2007, afirmava que el pastisset que li va donar la fama fou creat de casualitat, quan feia proves barrejant pastissets Bucaneros, xocolata blanca fosa i colorant Aquesta barreja li va quedar de color rosa i just la fàbrica acabava de comprar una llicència de la Pantera Rosa.
Josep Pujol va morir a l'edat de 86 anys a Castellar de Vallès.